# 히로하라촌
히로하라촌(広原村)은 1954년까지 미야기현 가미군 북동부에 있던 촌이다. 현재의 가미정 북동부에 해당한다.

## 역사
- 1889년 4월 1일 - 정촌제 시행과 함께 6촌이 합병해 히로하라촌이 성립하였다.
- 1954년 8월 1일 - 나카니다정, 나루세촌과 합병해, 새로운 나카니다정이 되었다.

## 참고문헌
- 『宮城県町村合併誌』（宮城県地方課、1958）